# Campeonato Brasileiro de Clubes de Basquete Masculino de 2021
O Campeonato Brasileiro de Clubes de Basquete Masculino de 2021 foi a segunda edição do Campeonato Brasileiro de Clubes, a divisão de acesso ao NBB. 
O União Corinthians venceu o Flamengo/Blumenau na decisão por 80 a 68 e conquistou o título.

## Clubes participantes
A edição de 2021 do Campeonato Brasileiro de Clubes CBB contou com 12 equipes, duas a menos do que teria a edição anterior, cancelada por conta da pandemia de COVID-19. Em compensação, se comparada a primeira edição, disputada em 2019, o campeonato ganhou quatro times. A disputa contou com times tradicionais como o Botafogo, União Corinthians (antigamente conhecido como "Corinthians de Santa Cruz do Sul") e o Vila Nova (em parceria com a Associação Esportiva Goiana de Basquetebol - AEGB), todos com títulos brasileiros em sua história. Clube tradicional e vitorioso no basquete, o Flamengo acertou uma parceria com o Blumenau e também participou do certame. Os clubes participantes da segunda edição foram:
| Equipe              | Cidade            | Estado |
| ------------------- | ----------------- | ------ |
| AABJ-Joinville      | Joinville         | SC     |
| ADRM-Maringá        | Maringá           | PR     |
| Anápolis Vultures   | Anápolis          | GO     |
| APVE-Londrina       | Londrina          | PR     |
| Blackstar Joinville | Joinville         | SC     |
| Botafogo            | Rio de Janeiro    | RJ     |
| Brusque             | Brusque           | SC     |
| Flamengo/Blumenau   | Blumenau          | SC     |
| Osasco              | Osasco            | SP     |
| Ponta Grossa        | Ponta Grossa      | PR     |
| União Corinthians   | Santa Cruz do Sul | RS     |
| Vila Nova/AEGB      | Goiânia           | GO     |

## Transmissão
Em março de 2021, a Confederação Brasileira de Basketball assinou contrato com a TV Brasil para a transmissão de seis partidas da Conferência Gerson Victalino. O torneio teve transmissão da CBB TV, através das redes sociais da entidade, em parceria com a TV NSports. O Final Four da competição teve transmissão do BandSports.

## Regulamento
Na primeira fase, as equipes se enfrentaram em turno e returno, dentro das próprias conferências. Os dois melhores de cada chave avançaram direto para as quartas de final. O terceiro, quarto, quinto e sexto colocados em cada chave se enfrentaram em um duelo único, na casa da equipe de melhor campanha, em cruzamento olímpico, para definir assim os outros quatro classificados. As quartas de final foram disputadas em melhor de três jogos, com os primeiros colocados encarando o vencedor do duelo entre o 4º x 5º, e o segundos colocados pegando o vencedor do jogo entre 3º x 6º. Os semifinalistas foram para o Final Four definir o campeão e quem teve direito a pleitear uma vaga no NBB.
Visando dar mais segurança aos atletas e todo o ecossistema do basquete, o campeonato foi disputado em sistema de bolha. A Conferência Gerson Victalino teve sua sede do turno em Goiânia, com o Vila Nova/AEGB como anfitrião, entre 7 a 14 de fevereiro. O returno foi entre 7 a 14 de março, com o Botafogo sendo o mandante. Já a Conferência Hélio Rubens Garcia teve o Ponta Grossa como sede, entre 22 a 25 de fevereiro (originalmente iria até 1.º de março, porém a Prefeitura de Ponta Grossa publicou no dia 25 de fevereiro, um Decreto Municipal proibindo diversas ações na cidade, incluindo a prática de esportes coletivos, com o objetivo de frear a COVID-19, tendo efeito a partir das 0h de 26 de fevereiro. Com a publicação no Diário Oficial e por respeito à Lei, a Confederação Brasileira de Basketball suspendeu as duas últimas rodadas da Conferência Hélio Rubens, jogadas posteriormente em Brusque). O returno será na casa do Brusque, entre 22 a 29 de março.

## Fase de classificação

### Conferência Hélio Rubens Garcia
| Pos | Equipe            | PG | Jogos | Jogos | Jogos | Pontos | Pontos | Pontos | Desempate | Desempate | Classificação    |
| Pos | Equipe            | PG | T     | V     | D     | PP     | PS     | SP     | CD        | SCD       | Classificação    |
| --- | ----------------- | -- | ----- | ----- | ----- | ------ | ------ | ------ | --------- | --------- | ---------------- |
| 1   | União Corinthians | 18 | 10    | 8     | 2     | 811    | 674    | 137    | 1-1       | +1        | Quartas de Final |
| 2   | Ponta Grossa      | 18 | 10    | 8     | 2     | 766    | 714    | 52     | 1-1       | -1        | Quartas de Final |
| 3   | AABJ-Joinville    | 16 | 10    | 6     | 4     | 718    | 724    | -6     |           |           | Oitavas de Final |
| 4   | APVE-Londrina     | 14 | 10    | 4     | 6     | 719    | 696    | 23     |           |           | Oitavas de Final |
| 5   | Brusque           | 13 | 10    | 3     | 7     | 732    | 776    | -44    |           |           | Oitavas de Final |
| 6   | ADRM Maringá      | 11 | 10    | 1     | 9     | 557    | 719    | -162   |           |           | Oitavas de Final |

### Conferência Gerson Victalino
| Pos | Equipe              | PG | Jogos | Jogos | Jogos | Pontos | Pontos | Pontos | Desempate | Desempate | Desempate | Classificação    |
| Pos | Equipe              | PG | T     | V     | D     | PP     | PS     | SP     | CD        | SCD       | PPCD      | Classificação    |
| --- | ------------------- | -- | ----- | ----- | ----- | ------ | ------ | ------ | --------- | --------- | --------- | ---------------- |
| 1   | Osasco              | 18 | 10    | 8     | 2     | 812    | 718    | 94     | 1-1       | 0         | 96        | Quartas de Final |
| 2   | Flamengo/Blumenau   | 18 | 10    | 8     | 2     | 790    | 685    | 105    | 1-1       | 0         | 82        | Quartas de Final |
| 3   | Botafogo            | 16 | 10    | 6     | 4     | 781    | 762    | 19     |           |           |           | Oitavas de Final |
| 4   | Anápolis Vultures   | 14 | 10    | 4     | 6     | 721    | 763    | -42    |           |           |           | Oitavas de Final |
| 5   | Blackstar Joinville | 13 | 10    | 3     | 7     | 729    | 735    | -6     |           |           |           | Oitavas de Final |
| 6   | Vila Nova/AEGB      | 11 | 10    | 1     | 9     | 631    | 801    | -170   |           |           |           | Oitavas de Final |

## Fase de playoffs
Negrito – Vencedor das séries
Itálico – Time mandante na série

### Oitavas de final
| Time 1            | Séries | Time 2              | Jogo Único  |
| ----------------- | ------ | ------------------- | ----------- |
| AABJ-Joinville    | 1-0    | Vila Nova/AEGB      | 80–74       |
| APVE-Londrina     | 1-0    | Blackstar Joinville | 83–79       |
| Botafogo          | 1-0    | ADRM Maringá        | 71–63       |
| Anápolis Vultures | 0-1    | Brusque             | 0–20 (W.O.) |

### Quartas de final
| Time 1            | Séries | Time 2         | 1º Jogo | 2º Jogo | 3º Jogo |
| ----------------- | ------ | -------------- | ------- | ------- | ------- |
| União Corinthians | 2-0    | Brusque        | 88–58   | 84–67   | –       |
| Ponta Grossa      | 1-2    | Botafogo       | 80–76   | 72–73   | 67–75   |
| Osasco            | 2-0    | APVE-Londrina  | 96–86   | 74–56   | –       |
| Flamengo/Blumenau | 2-1    | AABJ-Joinville | 85–58   | 60–67   | 80–68   |

## Final Four
Negrito – Vencedor
Itálico – Time mandante na partida
 Brusque
|  | Semifinais        | Semifinais        |    |            | Final               | Final |  |
|  |                   |                   |    |            |                     |       |  |
|  | 21 de maio        |                   |    |            |                     |       |  |
|  | Osasco            | 74                |    |            |                     |       |  |
|  | Flamengo/Blumenau | 79                |    |            |                     |       |  |
|  |                   |                   |    |            |                     |       |  |
|  |                   |                   |    |            | 22 de maio          |       |  |
|  |                   |                   |    |            | Flamengo/Blumenau   | 68    |  |
|  |                   | União Corinthians | 80 |            |                     |       |  |
|  |                   |                   |    |            |                     |       |  |
|  |                   |                   |    |            |                     |       |  |
|  |                   |                   |    |            | Disputa do 3º lugar |       |  |
|  | 21 de maio        | 21 de maio        |    | 22 de maio | 22 de maio          |       |  |
|  | União Corinthians | 73                |    | Botafogo   | 72                  |       |  |
|  | Botafogo          | 57                |    |            | Osasco              | 77    |  |

## Premiação
| Campeonato Brasileiro de Clubes de 2021                         |
| --------------------------------------------------------------- |
| União Corinthians Campeão (1° título Brasileiro da 2.ª Divisão) |